# 6722 Бунічі
6722 Бунічі (6722 Bunichi) — астероїд головного поясу, відкритий 23 січня 1991 року.
Тіссеранів параметр щодо Юпітера — 3,173.